# Casaforte Villette
Das Casaforte Villette ist ein festes Haus im Ortsteil Laydetré der Gemeinde Cogne im Aostatal an der Straße ins Valnontey, nicht weit von Veulla, dem Hauptort der Gemeinde, entfernt. Das Haus, das jahrhundertelang dem Bistum gehörte, ist heute in privater Hand und nicht öffentlich zugänglich.

## Geschichte
Das feste Haus wurde im 13. Jahrhundert erbaut, „um die Gerichtsbarkeit der Bischöfe in diesem Tal zu markieren“ und im Auftrag von Umberto di Villette (Bischof 1266–1271), einem Mitglied der Familie Chevron Villette, die eigene Interessen in der Tarantaise hatte. Umberto di Villette war 1266 zum Bischof von Aosta ernannt worden. Folglich hätte Umberto di Villette in seinen letzten Lebensjahren Anweisungen zum Bau des festen Hauses gegeben, wie der Geschichtswissenschaftler Jean-Baptiste de Tillier annimmt und als mögliches Baujahr 1270 ausweist, oder wie in der Hypothese von Bruno Orlandoni, der Zweifel daran hat, ob der Neubau in einer Zeit zwischen 1266 und dem Sterbedatum dem neuen Bischof zuzurechnen ist oder nicht.
Später blieb das feste Haus in Besitz des Bistums, wie die Dokumente und einige bezeichnende Episoden bezeugen: 1363 flüchtete sich der bischöfliche Kastellan wegen eines Volksaufstandes hierhin, nachdem er von „Cogneins“ (dt.: Einwohnern von Cogne) bedroht worden war. Ein Brand zerstörte das Haus 1531 und im Oktober desselben Jahres versammelte der damalige Bischof von Aosta, Pierre Gazin (Bischof 1528–1556) die Gemeindemitglieder, um mit dem Wiederaufbau voranzuschreiten: Die Dokumente berichten, dass jede Familie in Cogne einen Corvée-Tag (dt.: Frontag) Arbeit leisten und die notwendigen Materialien bereitstellen musste, vom Bauholz bis zu den Bausteinen, von den Dachplatten bis zum Baukalk, während sich der Bischof um die Rekrutierung der Maurer und um das Brennen des Kalks kümmerte.
Tatsächlich, so berichtet De Tillier, hatten die Bischöfe im Gerichtsbezirk Cogne lange das Privileg, von niemandem („wenn nicht von Gott“) abzuhängen, d. h., sie genossen eine Entscheidungshoheit, wie sie Fürsten und der König genossen; sie behielten dieses Privileg bis zum Mai 1605, als der Senat von Savoyen die höchste Souveränität Karl Emanuel I., Graf von Savoyen, und dessen Nachfolgern in der Regierung zugestanden. Es handelte sich in der Tat um eine erneute Anerkennung: Die Verlehnungsdokumente von Karl V. vom 1. Mai 1521 und 10. Dezember 1547 und die von Ferdinand I. vom 6. März 1562 vertrauten das ewige und uneingeschränkte Vikariat über das örtliche Territorium von Seiten des Heiligen Römischen Reiches dem Königlichen Haus Savoyen an und unterstellten die Prälaten faktisch als Vasallen.
In den folgenden Jahrhunderten verfiel das Casaforte Villette zu einer Ruine und auch noch in diesem Zustand, als der Geschichtswissenschaftler Jean-Baptiste de Tillier es in den 1730er-Jahren vorfand und es bedauerte:

(…) à la vérité, l’un et l’autre de ces deux bâtiments auraient besoin de beaucoup de réparations, car ils vont tombant peu à peu en ruine, faute d’être entretenus en l’état où ils devraient être pour soutenir le décor d’une si belle et si ancienne jurisdiction temporelle. C’est la seule jurisdiction que nos Prélats aient à présent dans toute l’étendue du Duché; et ils ne reconnaissent la tenir que de Dieu seul et ils ne reconnaissent la tenir que de Dieu seul depuis qu’ils sont entrés en possession du siège épiscopal.

„(…) tatsächlich sind für das eine und das andere der beiden Gebäude viele Reparaturen nötig, denn sie verfallen allmählich, anstatt in dem Zustand gehalten zu werden, in dem sie sein sollten, um die Würde einer so schönen und alten zeitweisen Gerichtsbarkeit zu wahren. Dies ist die einzige Gerichtsbarkeit, die unsere Prälaten in der gesamten Grafschaft [Aosta] haben; und sie erkennen nicht an, dass sie sie nach göttlichem Willen [in Gewahrsam] halten, bis sie in den Besitz des Bischofssitzes eingegangen sind.“

Als das Casaforte Villette 1873 restauriert war, wurde es in ein Hospiz für die Armen umgewandelt.
In den ersten Jahrzehnten des 20. Jahrhunderts schritten die Arbeiten zum Bau der Villa Giacosa-Malvezzi voran.

## Beschreibung
Von Beginn an bestand das Casaforte Villette aus zwei Gebäuden, einem Turm und einem festen Haus; De Tillier schrieb, dass in der Nähe des festen Hauses schon der Gerichtssaal der Bischöfe läge; das feste Haus lag also in einer strategisch wichtigen Position im Inneren des Dorfes.
Das ursprüngliche feste Haus wurde beim Brand von 1531 zerstört und so wieder aufgebaut: Den heutigen Gebäude liegen, obwohl verändert, die Ruinen des festen Hauses aus dem 17. Jahrhundert zugrunde, 1873 grundlegend umgebaut.
Insbesondere wurde der Baukörper zu Wohnzwecken Anfang des 20. Jahrhunderts in die Villa Giacosa-Malvezzi verwandelt, wogegen der eigentliche Turm in der zweiten Hälfte des 19. Jahrhunderts in ein Hospiz für die Armen integriert wurde. Letzterer wurde wegen seines massigen Aussehens von Bruno Orlandoni mit dem „Domus episcopalis“ (dt.: Bischöflichen Haus) des Castello di Issogne, dem Torre Colin in Villeneuve und dem Castello di La Mothe in Arvier verglichen.